# Gino Leurini
Gino Leurini, né à Rome le 20 novembre 1934 et mort dans la même ville le 12 août 2014, est un acteur italien.

## Biographie
Né à Rome, Gino Leurini fait ses débuts au cinéma en 1947 dans le film dramatique Legge di sangue de Luigi Capuano. Un an plus tard, il obtient le rôle de Garrone dans le film de Vittorio De Sica et de Duilio Coletti Les Belles Années. Encouragé par la critique et le succès commercial de Demain il sera trop tard de Léonide Moguy, dans lequel il tient le premier rôle du jeune étudiant Franco Berardi, dans les années 1950, il commence une brève carrière dans des films d'aventure et les mélodrames.

## Filmographie partielle
- 1948 : Les Belles Années
- 1950 : Demain il sera trop tard
- 1951 : Gendarmes et Voleurs
- 1951 : Le Prince esclave
- 1951 : Il caimano del Piave de Giorgio Bianchi
- 1952 : La Reine de Saba
- 1952 : Les Chemises rouges
- 1953 :Amanti del passato
- 1956 : Sangue di zingara